# Clásica San Sebastián 2005
De 25ste editie van de Clásica San Sebastián werd gehouden op 13 augustus 2005 in en om de Baskische stad San Sebastian, Spanje. De editie van 2005 werd betwist over 227 km en maakte deel uit van UCI ProTour 2005.
De Spanjaard Constantino Zaballa won de klassieker. Constantino Zaballa hielp hiermee Saunier Duval-Prodir aan hun tweede overwinning in deze wedstrijd. Miguel Ángel Martín Perdiguero zorgde eerder in 2004 voor de eerste overwinning voor de ploeg Saunier Duval-Prodir. Zaballa's ploeg- en landgenoot Joaquím Rodríguez werd tweede. De Italiaan Eddy Mazzoleni completeerde het podium. In totaal wisten 149 renners de eindstreep te bereiken.

## Uitslag
| Clásica San Sebastián 2005 (227 kilometer) |                      |                          |          |
| Plaats                                     | Naam                 | Ploeg                    | Tijd     |
| Winnaar                                    | Constantino Zaballa  | Saunier Duval-Prodir     | 5u24'18" |
| 2                                          | Joaquím Rodríguez    | Saunier Duval-Prodir     | +00' 31" |
| 3                                          | Eddy Mazzoleni       | Lampre - Caffita         | z.t.     |
| 4                                          | Stefano Garzelli     | Liquigas-Bianchi         | z.t.     |
| 5                                          | Jon Bru              | Kaiku                    | z.t.     |
| 6                                          | David Moncoutié      | Cofidis                  | z.t.     |
| 7                                          | Haimar Zubeldia      | Euskaltel-Euskadi        | z.t.     |
| 8                                          | Unai Yus             | Bouygues Télécom         | +00' 40" |
| 9                                          | Leonardo Bertagnolli | Cofidis                  | z.t.     |
| 10                                         | Samuel Sánchez       | Euskaltel-Euskadi        | +00' 43" |
| 11                                         | Igor Astarloa        | Team Barloworld - Valsir | z.t.     |
| 12                                         | Chris Horner         | Saunier Duval-Prodir     | z.t.     |
| 13                                         | Davide Rebellin      | Team Gerolsteiner        | z.t.     |
| 14                                         | Paolo Valoti         | Domina Vacanze           | z.t.     |
| 15                                         | Xabier Zandio        | Caisse d'Epargne         | z.t.     |
| 16                                         | Cadel Evans          | Davitamon-Lotto          | z.t.     |
| 17                                         | Damiano Cunego       | Lampre - Caffita         | z.t.     |
| 18                                         | Carlos Sastre        | Team CSC                 | z.t.     |
| 19                                         | Denis Mensjov        | Rabobank                 | z.t.     |
| 20                                         | Luis Pérez Rodríguez | Cofidis                  | z.t.     |
|                                            |                      |                          |          |
| 36                                         | Björn Leukemans      | Davitamon-Lotto          | + 03'55" |
| 59                                         | Koos Moerenhout      | Davitamon-Lotto          | + 03'55" |

1981 · 1982 · 1983 · 1984 · 1985 · 1986 · 1987 · 1988 · 1989 · 1990 · 1991 · 1992 · 1993 · 1994 · 1995 · 1996 · 1997 · 1998 · 1999 · 2000 · 2001 · 2002 · 2003 · 2004 · 2005 · 2006 · 2007 · 2008 · 2009 · 2010 · 2011 · 2012 · 2013 · 2014 · 2015 · 2016 · 2017 · 2018 · 2019 · 2020 · 2021 · 2022 · 2023 · 2024
 Parijs-Nice · 
 Tirreno-Adriatico · 
 Milaan-San Remo · 
 Ronde van Vlaanderen · 
 Gent-Wevelgem · 
 Ronde van het Baskenland · 
 Parijs-Roubaix · 
 Amstel Gold Race · 
 Waalse Pijl · 
 Luik-Bastenaken-Luik · 
 Ronde van Romandië · 
 Ronde van Catalonië · 
 Ronde van Italië · 
 Critérium du Dauphiné Libéré · 
 Ronde van Zwitserland · 
 Ploegentijdrit Eindhoven · 
 Ronde van Frankrijk · 
 HEW-Cyclassics-Cup · 
  ENECO Tour · 
 Clásica San Sebastián · 
 Ronde van Duitsland · 
 Ronde van Spanje · 
 GP Ouest-France-Plouay · 
 Ronde van Polen · 
 Kampioenschap van Zürich · 
 Parijs-Tours · 
 Ronde van Lombardije